# 108-я гвардейская стрелковая дивизия
108-я гвардейская стрелковая Николаевская Краснознамённая ордена Суворова дивизия — воинское соединение РККА, принимавшее участие в Великой Отечественной войне в составе 5-й Ударной армии, 27-й армии, 28-й армии, 44-й армии, 46-й армии, 56-й армии, 64-й армии.

## История
Образована 5 июля 1943 г. на базе частей 4-й и 10-й гв. стрелковых бригад в районе Крымской. В состав дивизии вошли 305-й (майор Кравец), 308-й (майор Андреев), 311-й (подполковник Френкель) гвардейские стрелковые полки, 245-й гвардейский артиллерийский полк (подполковник Глушенок). Дивизия, составляя второй эшелон 10-го гвардейского стрелкового корпуса, несколько дней занимала оборону в районе Крымской. В ночь на 19 июля, за три дня до наступательной операции 56-й армии по прорыву Голубой линии противника на участке Киевское, Молдованское, она получила задачу на наступление в составе главной группировки.
Утром 22 июля, после восьмидесятиминутной артподготовки, части дивизии переходят в наступление. Артиллерия не прорубила в обороне коридора, она только нарушила огневую систему на переднем крае, а в глубине сохранились пулемётные точки, которые не удалось вскрыть с наземных НП. Поправить положение, когда израсходована основная часть боеприпасов, становилось все сложнее. Положение соседей — 383-й и 61-й стрелковых дивизий — такое же: прорыва Голубой линии не произошло.
На третью ночь полки сдали свои участки и были отведены в тыл. Дивизия потерпела свою первую неудачу.
В первых числах сентября 43-го дивизия, после месяца отдыха, была переброшена по железной дороге на Украину, в район Ровенек.
24 сентября, совершив последний переход, части дивизии подошли вплотную к оборонительному рубежу, созданному противником за рекой Молочной. Перед обороной лежала большая, привольно раскинувшаяся деревня Тифенбрун. С небольшой высоты четко виднелись Ворошиловка, Показной, Ново-Мунталь и холмы, где проходил оборонительный рубеж фашистов.
26 сентября дивизия в составе 10-го гвардейского стрелкового корпуса 44-й армии перешла в наступление, имея в первом эшелоне два полка. Противник открыл огонь по боевым порядкам. Более успешно продвигался 308-й полк. 311-й полк несколько задержался в противотанковом рву. Справа вводилась в бой 49-я гвардейская стрелковая дивизия. С её вводом все силы 308-го полка нацеливались на захват опорного пункта в Показном.
Бои продолжались на редкость яростные. Дивизия проламывала оборону. Продвижение в день по 600–800 метров.
К 26 октября в ходе тяжёлых боев, тяжёлым тараном дивизия совместно с другими соединениями прорвала оборонительный рубеж противника на Молочной.
Днём 3 ноября 1943 года основные силы дивизии вышли к Днепру.
9 ноября, в самый разгар подготовки к наступлению, случилось нелепое. Потеряв ориентировку в степи, командующий 44-й армией генерал В.А. Хоменко, командующий артиллерией генерал С.А. Бобков и сопровождавшие их лица на машинах среди белого дня попали в расположение противника. Василий Афанасьевич и другие погибли в схватке с врагом...
В те дни дивизия была передана в состав 28-й армии. Появились данные о прибытии сюда танкового корпуса немцев. Гвардейцам приказали временно перейти к обороне.
В первых числах декабря дивизия была выведена в резерв. Здесь предстояло пополнить части, организовать боевую учёбу. В первую неделю были изданы дополнительные приказы, проведены совещания, партийные активы, разборы; и только после этого боевая учёба вошла в нужное русло.
Через три недели закончилось укомплектование основных частей и подразделений. А в конце января 1944 года дивизия двинулась к фронту.
Вскоре командование дивизии получило приказ на наступление. Удар наносился в направлении Малой Лепатихи. Двумя полками, узким клином, дивизия со всей силой обрушила удар на оборону и, не расширяя прорыв в сторону, стремительно стала продвигаться в её глубину.
После успешных боев по завершению разгрома вражеской группировки на никопольском плацдарме дивизии предстояло форсирование Днепра.
На следующий день удалось перебросить на западный берег 305-й полк. Плацдарм он захватил небольшой, неудобный для развертывания основных сил дивизии, поэтому по решению командующего армией дивизии было приказано прекратить форсирование, совершить 15-километровый марш и в районе Бажановки переправиться на захваченный другими частями плацдарм. К утру последние подразделения сменяемой дивизии оставили рубеж. Полки заняли исходное положение.
К середине февраля 1944 года дивизия значительно расширила плацдарм, что позволило 305-му полку, действующему в стороне, соединиться с главными силами. Но возрастало сопротивление врага. Он настойчиво цеплялся за подготовленные оборонительные рубежи. Трудность в их захвате не уменьшалась, основная часть дивизионной артиллерии ещё не была переправлена на плацдарм.
Днём и ночью люди на плацдарме бодрствовали, стреляли, били врага. Нельзя было ослабить напряжение, снизить бдительность. Противник нередко испытывал крепость бороны дивизии. Все атаки его успешно отражались перед передним краем. Вскоре 5-я Ударная армия, в состав которой входила 108-я гвардейская дивизия, передавалась на 3-й Украинский фронт. Уточнялись данные об укомплектованности частей.
Вскоре штаб корпуса перенацелил в полосу дивизии соседей. Двери в обороне врага были распахнуты. Требовалось спешить, чтобы не дать фашистам возможности закрепиться на промежуточном рубеже. Враг начал отход. Иногда он успевал занять заранее подготовленные рубежи, но чаще передовые отряды опережали его, срывая замысел. Для решения этих задач оказались незаменимыми мелкие подвижные группы. Они смело вырывались вперед, проникали в промежутки между опорными пунктами, а затем открывали в тылу сильный огонь. Фашисты не выдерживали, бежали, боясь окружения. В такой обстановке во многом выручали разведчики. Они захватили мосты через Ингулец, Висунь, побили много техники врага.
Но какие бы трудности ни вставали перед бойцами дивизии, какими бы малочисленными ни были роты, первейшей заботой командиров и штабов оставалось наращивание темпов продвижения. Тем более на направлении наступления дивизии находился крупный порт и город Николаев. С каждым днём гвардейцы приближались к нему.
К исходу 26 марта части вышли к Водопою, где проходил предпоследний рубеж обороны противника.
После короткого артналёта дивизия вместе с другими соединениями пошла на штурм Николаева. Многие раненые встали в строй. Никто не хотел издали наблюдать за боем. По огневым точкам били орудия, выделенные для стрельбы прямой наводкой. Это был массовый подвиг тысяч воинов: смелый бросок через огонь врага. Противник не выдержал натиска и стал спешно откатываться назад, к переправам. Части ворвались в город. Во многих местах горели дома.
После успешных боев по освобождению Николаева, а затем Одессы дивизия выдвинулась к старой государственной границе. Одни сутки отводились на подготовку форсирования Днестра — реки широкой и полноводной ранней весной.
Удивительно легко удалось форсировать Днестр и захватить междуречье. Впереди возвышался крутой и высокий берег, вдоль которого виднелись домики деревни Талмаз, где укрепился противник. Оборонительный рубеж готовился долгое время. Сил и средств для его прорыва ни у гвардейцев дивизии, ни у соседей не хватило.
В начале мая 1944 года войска перешли к обороне. Один полк дивизии выводился в резерв корпуса. Двумя полками предстояло занять рубеж на широком фронте. Требовалось обживать небольшой плацдарм, залитый водой.
Здесь в июле, на плацдарме, отметили первую годовщину создания дивизии. Год в боевой истории — большой срок.
Без спешки, обстоятельно готовилась Ясско-Кишиневская операция. В боевых документах корпуса и армии многое было тщательно расписано, расчерчено, размечено. С учётом особенностей построения обороны противника определялся замысел разгрома его группировки. 37-й корпус, имея в первом эшелоне 59-ю и 108-ю гвардейские стрелковые дивизии, прорывал оборону на участке южная часть Талмазов, Чобручу. По решению командира корпуса 108-й дивизии предстояло действовать на левом фланге, прорвать оборону на участке 3,5 км, разгромить противостоящие подразделения противника, овладеть деревней Чобручу, в дальнейшем наступать в направлении Слободзеи.
20 августа 1944 года, дивизия, принимая участие в Ясско-Кишиневской операции, после артналёта переходит в наступление. 311-й полк, смело маневрируя огнём и подразделениями, решительно продвигался с боями вперед. Труднее развивались события в полосе 305-го полка. 308-й полк с ходу врезался в опорные пункты врага, частью сил стал обтекать район Фигурной рощи, где располагались резервы противника, создавая угрозу их окружения.
Противник удерживал на открытом фланге опорные пункты. Сосед слева — 34-й стрелковый корпус переходил в наступление только на второй день, когда части дивизии завершали разгром группировки противника в первой полосе и тем самым создавали ему условия для форсирования Днестра. Поэтому приходилось выделять часть сил на прикрытие левого фланга.
На следующий день положение дивизии значительно облегчилось: появился сосед слева — 353-я стрелковая дивизия, отпала необходимость выделять силы на прикрытие левого фланга.
При захвате Слободзеи два полка дивизии направлялись в обход её, а один сковывал противника с фронта. К 14 часам удалось зажать в клещи этот узел. Враг не выдержал натиска, и к исходу дня вся его группировка была разгромлена и городок оказался в наших руках. За два дня дивизия продвинулась на 30 км. Её частям предстояло закрыть кольцо окружения. Протяжённость рубежа, который следовало занять, составляла 25 км.
На рассвете остатки вражеской дивизии начали прорыв из окружения на Плахтеевку. Два часа продолжался бой. Поле покрылось трупами врагов. Три стрелковых и два артиллерийских полка дивизии били всей своей мощью по обезумевшим фашистам. Оборона прочно перекрыла дорогу врагу. В 11 часов подразделения 308-го полка захватили командира и начальника штаба вражеской дивизии. Все было кончено.
Шесть дней продолжались бои. Сделано за это время дивизией много. По проверенным данным штабов, истреблено более 3000, взято в плен 7068 солдат и офицеров противника. Всю Ясско-Кишиневскую операцию в целом можно смело назвать блестящей и поучительной. Остались считанные километры до нашей государственной границы.
В сентябре дивизия успешно продвигалась на юг между реками Сирет и Прут. Погода стояла жаркая. Густая пыль висела над дорогами. Части прошли небольшой городок Слобозию.
22 октября 1944 года подразделения 311-го стрелкового полка, преодолев за сутки с боями более 20 километров, овладели городом Алпар и участком железной дороги с небольшой станцией Тиса-Уй Фала. Но ночью фашисты, выдвинув из резерва пехотную дивизию, провели контратаку по 311-му полку. Атака врага была отбита, дивизия продолжила движение.
В первых числах ноября, развивая наступление в направлении на Будапешт, дивизия за два дня овладела городами Надькереш и Цеглед.
26 ноября дивизия получила задачу на форсирование Дуная южнее Будапешта. Замыслом командующего 46-й армией предусматривалось после форсирования направить основные силы в обход Будапешта с юго-запада. 37-й корпус, действующий в составе главной группировки армии, планировалось направить на создание внутреннего фронта окружения будапештской группировки врага. 108-я дивизия, входившая в состав 37-го корпуса, действовала в его первом эшелоне.
Большая и трудная работа командиров и штабов по организации ночного броска через широкую реку была завершена днём 4 декабря. В первом эшелоне действовали 305-й и 311-й полки.
По сравнению с боями по прорыву Голубой линии, оборонительных рубежей на Молочной и Днепре потери при форсировании Дуная были намного меньше. Река покорилась смелым. 17 Героев Советского Союза прибавилось в дивизии.
26 декабря 1944 года с выходом войск 46-й армии к западной окраине венгерской столицы сомкнулось внутреннее кольцо, наглухо замкнувшее будапештскую группировку противника. Дивизия, действуя в составе 37-го стрелкового корпуса, в этот день рано утром с ходу ворвалась с запада в городские кварталы Буды. Начался период жарких уличных боев.
Фашистское командование предприняло новую попытку выручить свои окружённые в городе войска. 18 января 1945 года сильная танковая группировка, имевшая свыше 550 танков и штурмовых орудий, нанесла внезапный удар из района Секешфехервара. Через два дня танки противника вышли к Дунаю и повернули к Буде. Тылы 108-й дивизии оказались в зоне боевых действий; часть из них спешно подтянули ближе к полкам. Снялись и ушли из дивизии все приданные артиллерийские и зенитные полки. Затихла стрельба. Штурмовые группы закрепляли достигнутые рубежи.
Бои на участке дивизии вскоре продолжились. Штурмовые группы настойчиво продвигались вперед. Кольцо неотвратимо сжималось. Однако при наступлении в широкой полосе всегда имелись участки, где выставлялось прикрытие и не предпринимались активные действия. Противник сумел создать против небольших подразделений прикрытия сильную группировку и рано утром 30 января нанёс удар. Однако противник не проскочил через этот последний рубеж обороны и вынужден был снова откатиться назад.
11 февраля части дивизии вышли к Дунаю и развернули наступление вдоль реки.
В ночь на 12 февраля противник вновь предпринял попытку вырваться из окружения. Немногим им удалось выйти из города.
К 10 часам 13 февраля 1945 года столица Венгрии была полностью очищена от врага. Закончилась Будапештская операция.
Сорок восемь суток тяжелейших боев за освобождение венгерской столицы остались позади. За мужество и отвагу, проявленные в боях за освобождение Будапешта, были награждены орденами и боевыми медалями сотни воинов. 308-й гвардейский стрелковый полк и 110-й гвардейский отдельный истребительно-противотанковый дивизион получили почётное название Будапештских.
4 апреля. Позади осталась Венгрия. Противник подготовил оборону по австрийской границе. Весь день 9 апреля штабы изучали систему огня и инженерные сооружения на этом рубеже. Затем дивизия перешла к временной обороне, совершенствует свои рубежи, проводит учёбу.
6 мая получили приказ наступать.
С утра 8 мая местность затянуло густым туманом. После короткого огневого налёта двинулся вперед передовой отряд. Противник не выдержал удара, начал отходить. Следом за передовыми отрядами пошли в колоннах главные силы. На дорогах валялись брошенные врагом машины, орудия, пулемёты. Грозный поток гвардейских частей катился к рубежу встречи с союзниками.
В ночь на 9 мая штаб дивизии принял сообщение о капитуляции Германии.
Расформирована в 1947 году в Одесском ВО.

## Награды и почётные наименования
| Награда (наименование)               | Дата                 | За что награждена |
| ------------------------------------ | -------------------- | --- |
| Гвардейская                          | 20 марта 1942 года   | Почётное звание присвоено приказом Народного комиссара обороны СССР за проявленную отвагу в боях за Отечество с немецкими захватчиками, за стойкость, мужество, дисциплину и организованность. Звание передано дивизии по преемственности от 4-й и 10-й гвардейских стрелковых Краснознамённых бригад.                       |
| Почётное наименование «Николаевская» | 1 апреля 1944 года   | почётное наименование присвоено приказом Верховного Главнокомандующего № 076 от 1 апреля 1944 года в ознаменование одержанной победы и отличие в боях при освобождении города Николаева . |
| орден Красного Знамени               | 13 декабря 1942 года | награждена указом Президиума Верховного Совета СССР от 13 декабря 1942 года за образцовое выполнение боевых заданий командования на фронте борьбы с немецкими захватчиками и проявленные при этом доблесть и мужество. Орден передан дивизии по преемственности от 4-й и 10-й гвардейских стрелковых Краснознамённых бригад. |
| Орден Суворова II степени            | 20 апреля 1944 года  | награждена указом Президиума Верховного Совета СССР от 20 апреля 1944 года за образцовое выполнение заданий командования в боях с немецкими захватчиками при освобождении города Одессы и проявленные при этом доблесть и мужество.                                                                                          |

Награды частей дивизии:
- 305-й гвардейский стрелковый Нижнеднестровский[3] Краснознамённый[4] ордена Богдана Хмельницкого[5] полк
- 308-й гвардейский стрелковый Сегедско[6] -Будапештский[7] полк
- 311 -й гвардейский стрелковый Измаильский[8] Краснознамённый[9] ордена Богдана Хмельницкого[5] полк
- 245-й гвардейский артиллерийский Краснознамённый[9] полк
- 110-й отдельный гвардейский истребительно-противотанковый Будапештский[10] дивизион

## Состав
Новая нумерация частям дивизии присвоена 20 апреля 1943 года.
- 305-й гвардейский стрелковый полк
- 308-й гвардейский стрелковый полк: командир - гв. подполковник Кондратий Сафронович Татарчук (на 9 сентября 1944 года)[11]
- 311 -й гвардейский стрелковый полк
- 245-й гвардейский артиллерийский полк
- 110-й отдельный гвардейский истребительно-противотанковый дивизион
- 104-я отдельная гвардейская разведывательная рота
- 115 -й отдельный гвардейский сапёрный батальон
- 167-й отдельный гвардейский батальон связи (до 5 ноября 1944 года 139 -я отдельная гвардейская рота связи)
- 600-й (112-й) отдельный медико-санитарный батальон
- 105-я отдельная гвардейская рота химической защиты
- 752-я (109-я) автотранспортная рота
- 675-я (103-я) полевая хлебопекарня
- 711-й (106-й) дивизионный ветеринарный лазарет
- 1595-я (09276-я) полевая почтовая станция
- 1263-я полевая касса Государственного банка СССР

## Периоды вхождения в состав Действующей армии
- 6 июля 1943 года — 5 декабря 1943 года;
- 1 февраля 1944 года- 9 мая 1945 года[12].

## Подчинение
| Дата             | Фронт (округ)                               | Армия                  | Корпус                             | Примечания |
| ---------------- | ------------------------------------------- | ---------------------- | ---------------------------------- | ---------- |
| 07.07. 1943 года | Северо-Кавказский фронт                     | 56-я армия             | 10-й гвардейский стрелковый корпус | -          |
| 01.08.1943 года  | Северо-Кавказский фронт                     | -                      | -                                  | -          |
| 01.09.1943 года  | Северо-Кавказский фронт                     |                        | 10-й гвардейский стрелковый корпус | -          |
| 01.10.1943 года  | Южный фронт                                 | 44-я армия             | 10-й гвардейский стрелковый корпус | -          |
| 01.11.1943 года  | 4-й Украинский фронт                        | 44-я армия             | 10-й гвардейский стрелковый корпус | -          |
| 01.12.1943 года  | 4-й Украинский фронт                        | 28-я армия             | 10-й гвардейский стрелковый корпус | -          |
| 01.01.1944 года  | Резерв Ставки Верховного Главнокомандования | 69-я армия             | 31-й гвардейский стрелковый корпус | -          |
| 01.02.1944 года  | Резерв Ставки Верховного Главнокомандования | 69-я армия             | -                                  | -          |
| 01.03.1944 года  | 3-й Украинский фронт                        | 57-я армия             | 3-й гвардейский стрелковый корпус  | -          |
| 01.04.1944 года  | 3-й Украинский фронт                        | 5-я Ударная армия      | 37-й стрелковый корпус             | -          |
| 01.05.1944 года  | 3-й Украинский фронт                        | 5-я Ударная армия      | 37-й стрелковый корпус             | -          |
| 01.06.1944 года  | 3-й Украинский фронт                        | 46-я армия             | 37-й стрелковый корпус             | -          |
| 01.07.1944 года  | 3-й Украинский фронт                        | 46-я армия             | 37-й стрелковый корпус             | -          |
| 01.08.1944 года  | 3-й Украинский фронт                        | 46-я армия             | 37-й стрелковый корпус             | -          |
| 01.09.1944 года  | 3-й Украинский фронт                        | 46-я армия             | 37-й стрелковый корпус             | -          |
| 01.10.1944 года  | 2-й Украинский фронт                        | 46-я армия             | 37-й стрелковый корпус             | -          |
| 01.11.1944 года  | 2-й Украинский фронт                        | 46-я гвардейская армия | 37-й стрелковый корпус             | -          |
| 01.12.1944 года  | 2-й Украинский фронт                        | 46-я армия             | 37-й стрелковый корпус             | -          |
| 01.01.1945 года  | 3-й Украинский фронт                        | 46-я армия             | 37-й стрелковый корпус             | -          |
| 01.02.1945 года  | 3-й Украинский фронт                        | 46-я армия             | 37-й стрелковый корпус             | -          |
| 01.03.1945 года  | 3-й Украинский фронт                        | 27-я армия             | 37-й стрелковый корпус             | -          |
| 01.04.1945 года  | 3-й Украинский фронт                        | 27-я армия             | 37-й стрелковый корпус             | -          |
| 01.05.1945 года  | 3-й Украинский фронт                        | 27-я армия             | 37-й стрелковый корпус             | -          |

## Командование

### Командиры
- Дунаев, Сергей Илларионович, гвардии полковник, (июль 1943 года — март 1945 года)
- Пискунов, Дмитрий Григорьевич, гвардии генерал-майор, (март 1945 года- май 1946 года)

### Начальники штаба
- Савельев, Василий Павлович, гвардии подполковник  (июль 1943 года — май 1945 года)

### Начальники политотдела
- Вахрушев, Леонид Петрович, гвардии полковник, (июль 1943 года — май 1945 года)

## Отличившиеся воины дивизии
Герои Советского Союза:
- Анисимов, Яков Анисимович, гвардии капитан, заместитель командира батальона по строевой части 311-го гвардейского стрелкового полка. Указ Президиума Верховного Совета СССР от 24 марта 1945 года.
- Антропов, Василий Яковлевич, гвардии майор, командир батальона 311-го гвардейского стрелкового полка. Указ Президиума Верховного Совета СССР от 1 ноября 1943 года.
- Бабанин, Иван Акимович, гвардии младший лейтенант, командир взвода 305-го гвардейского стрелкового полка. Указ Президиума Верховного Совета СССР от 24 марта 1945 года.
- Бардуков, Павел Лаврентьевич, гвардии красноармеец, пулемётчик 305-го гвардейского стрелкового полка. Указ Президиума Верховного Совета СССР от 24 марта 1945 года.
- Гулимов, Николай Иванович, гвардии сержант, начальник радиостанции роты связи 305-го гвардейского стрелкового полка. Указ Президиума Верховного Совета СССР от 24 марта 1945 года.
- Дунаев, Сергей Илларионович, гвардии полковник, командир дивизии. Указ Президиума Верховного Совета СССР от 28 апреля 1945 года.
- Ивановский, Борис Андреевич, гвардии капитан, заместитель командира батальона 311-го гвардейского стрелкового полка. Указ Президиума Верховного Совета СССР от 1 ноября 1943 года.
- Ковалёв, Пётр Семёнович, гвардии старший сержант, помощник командира взвода 305-го гвардейского стрелкового полка. Указ Президиума Верховного Совета СССР от 24 марта 1945 года.
- Лазарев, Георгий Меркурьевич, гвардии лейтенант, командир взвода 308-го гвардейского стрелкового полка. Указ Президиума Верховного Совета СССР от 24 марта 1945 года.
- Левицкий, Тимофей Яковлевич, гвардии сержант, командир отделения 115-го гвардейского отдельного сапёрного батальона. Указ Президиума Верховного Совета СССР от 24 марта 1945 года.
- Немчинов, Михаил Антонович, гвардии сержант, помощник командира взвода 311-го гвардейского стрелкового полка. Указ Президиума Верховного Совета СССР от 24 марта 1945 года.
- Нестеров, Иван Фирсович, гвардии старший лейтенант, заместитель по политической части командира батальона 311-го гвардейского стрелкового полка. Указ Президиума Верховного Совета СССР от 24 марта 1945 года.
- Папуашвили, Георгий Ясонович, гвардии лейтенант, командир роты 311-го гвардейского стрелкового полка. Указ Президиума Верховного Совета СССР от 24 марта 1945 года.
- Рубцов, Николай Фёдорович, гвардии младший лейтенант, командир взвода 305-го гвардейского стрелкового полка. Указ Президиума Верховного Совета СССР от 24 марта 1945 года.
- Тимофеев, Сергей Константинович, гвардии сержант, командир орудийного расчёта 305-го гвардейского стрелкового полка. Указ Президиума Верховного Совета СССР от 24 марта 1945 года.
- Ткачёв, Владимир Яковлевич, гвардии сержант, помощник командира взвода 311-го гвардейского стрелкового полка. Указ Президиума Верховного Совета СССР от 24 марта 1945 года.
- Шматов, Максим Васильевич, гвардии старший лейтенант, заместитель командира стрелкового батальона 305-го гвардейского стрелкового полка.
- Щипакин, Иван Алексеевич, гвардии старший сержант, командир телефонного отделения 167-го гвардейского отдельного батальона связи
- Якименко, Иван Родионович, гвардии капитан, заместитель по строевой части командира 1-го стрелкового батальона 305-го гвардейского стрелкового полка
- Ямушев Григорий Яковлевич, командир 167-го отдельного гвардейского батальона связи 108-й гвардейской стрелковой дивизии 46-й армии 2-го Украинского фронта, Герой Советского Союза.

 Кавалеры ордена Славы трёх степеней:
- Корякин, Павел Алексеевич, гвардии старший сержант, командир отделения взвода пешей разведки 308-го гвардейского стрелкового полка. Указ Президиума Верховного Совета СССР от 29 июня 1945 года
- Ситников, Николай Григорьевич, гвардии младший сержант, командир стрелкового отделения 311-го гвардейского стрелкового полка. Указ Президиум Верховного Совета СССР от 15 мая 1946 года
- Соломатин, Александр Алексеевич, гвардии старшина, командир отделения взвода пешей разведки 305-го гвардейского стрелкового полка. Указ Президиума Верховного Совета СССР от 28 апреля 1945 года